# L'Impossible Pardon
Pour plus de détails, voir Fiche technique et Distribution.
L'Impossible Pardon (Amish Grace) est un téléfilm américain réalisé par Gregg Champion et diffusé le 28 mars 2010 sur Lifetime Movie Network.
Le film est basé sur la fusillade à l'école West Nickel Mines (en) survenu en octobre 2006 en Pennsylvanie et est adapté du livre Amish Grace: How Forgiveness Transcended Tragedy de Donald Kraybill, Steven Nolt et David L. Weaver-Zercher (2007).

## Synopsis
Dans une école Amish de Pennsylvanie, dix fillettes sont prises en otage par un homme qui veut ainsi se venger de Dieu. Cinq mourront ainsi que le criminel qui se suicidera. Trois Amish dont le père d'une des victimes vont voir la veuve du criminel pour lui dire qu'ils pardonnent à son mari.
Le film est dédié à la mémoire des victimes de la tragédie. 

## Fiche technique
- Titre original : Amish Grace
- Titre français : L'Impossible Pardon
- Réalisation : Gregg Champion
- Scénario : Sylvie White (en) et Teena Booth, d'après le roman Amish Grace: How Forgiveness Transcended Tragedy de Donald Kraybill (en)
- Musique : Joseph Conlan
- Pays d'origine :  États-Unis
- Langue originale : anglais
- Genre : drame
- Durée : 88 minutes
- Date de diffusion :
  - États-Unis : 28 mars 2010 sur Lifetime Movie Network
  - France : 8 novembre 2010 sur TF1

## Distribution
- Kimberly Williams (VF : Natacha Muller) : Adèle Graber
- Tammy Blanchard (VF : Déborah Perret) : Amy Roberts
- Matt Letscher : Gideon Graber
- Fay Masterson (VF : Malvina Germain) : Jill Green
- Madison Mason : Levi Brennaman
- Gary Graham : Henry Taskey
- Darcy Rose Byrnes (VF : Clara Quilichini) : Rebecca Knepp
- Karley Scott Collins (en) : Katie Graber
- Eugene Byrd : Danny
- Bruce Nozick : Leonard
- Amy Sloan (en) (VF : Carole Gioan) : Rachel Knepp
- John Churchill : Charlie Roberts
- Madison Davenport : Mary Beth Graber
- Eric Nenninger : Ranger
- Willow Geer (en) : Judith
- Chris Curry : prêtre
- Kate Fuglei : Shelly
- Jim Metzler (VF : Achille Orsoni) : shérif du comté
- Bob Rumnock : journaliste
- Emilee Wallace : professeure Ruth
- Jessica Dickey : Melinda
- Chloe Madison : Sarah Knepp
- Taylor Ann Thompson : Hannah
- Trevor Thompson : Jacob
- David Mazouz : Andy Roberts
- Dale Wade Davis : Isaac Knepp
- Joel Schmidt : mari de Melinda
- David Curtis : vieil amish
- Sammy Jack et Gabriel Welch : garçons Knepp
- Elijah Tadros : Ryan Roberts

## Accueil
Le téléfilm a été vu par 4,02 millions de téléspectateurs lors de sa première diffusion.